# John Stuart Marshall
John Stuart Marshall, britanski general, * 1883, † 1944.